# Osso zigomatico
L'osso zigomatico (detto anche osso malare) è un osso dello splancnocranio,  pari e simmetrico. È posto nella parte superolaterale della faccia, formando la prominenza della guancia, in rapporto superiormente con il frontale, medialmente con il mascellare, posteriormente con il temporale e con lo sfenoide. Esso partecipa alla formazione delle fosse temporale e infratemporale, ed inoltre costituisce parte della parete laterale e del pavimento della cavità orbitaria.
Il termine "zigomatico" deriva dal greco ζυγόμα, zygòma, «giogo». Il termine "zigomo" può riferirsi a tale osso, oppure all'arcata zigomatica o al processo zigomatico.
L'osso zigomatico ha una forma grossolanamente quadrangolare in cui si descrivono una faccia laterale, una faccia mediale o temporale e quattro margini, due superiori e due inferiori; presenta inoltre i processi frontale e temporale. 

## Aspetto

### Superfici
La superficie malare, o laterale è convessa e perforata pressoché al suo centro da una piccola apertura, il foro zigomaticofaciale, per il passaggio del nervo e dei vasi omonimi. Al di sotto di tale forame si ha una leggera rilevatezza, che dà origine al muscolo zigomatico minore.
La superficie temporale, o mediale, diretta postero-medialmente, è concava. Presenta medialmente un'area scabrosa, triangolare, per l'articolazione con il mascellare (superficie articolare), mentre lateralmente si nota una superficie concava e liscia. Di essa, la porzione craniale forma il confine anteriore della fossa temporale, quella caudale costituisce parte della fossa infratemporale. Presso il centro di tale superficie si trova il foro zigomaticotemporale per il passaggio del nervo omonimo.

### Processi
Il processo frontale si articola con il processo zigomatico dell'osso frontale, portandosi cranialmente.
Il processo orbitale si presenta come una spessa lamina, diretta posteromedialmente a partire dal margine dell'orbita. Si articola con la grande ala sfenoidale e con il mascellare, formando parte del pavimento e della parete laterale della cavità orbitaria. Prende parte alla costituzione della fessura orbitaria inferiore.
Il processo temporale, articolandosi con il processo zigomatico dell'osso temporale, contribuisce alla formazione dell'arcata zigomatica nella sua porzione anteriore. Essa dà origine al muscolo massetere.
L'ultimo processo è il processo mascellare, già descritto con la superficie temporale.

### Margini
Il margine antero-superiore, o orbitario è liscio, concavo medialmente, e partecipa alla formazione delle pareti laterali e inferiori della cavità orbitaria.
Il margine antero-inferiore, o mascellare è ruvido e smussato, per articolarsi con il mascellare. Presso il margine orbitario dà origine al muscolo quadrato del labbro superiore.
Il margine postero-superiore, o temporale, curvo come una lettera f corsiva, continua in alto con la linea temporale superiore e in basso con il margine superiore dell'arcata zigomatica. Vi prende inserzione la fascia temporale.
Il margine postero-inferiore , o zigomatico è liscio, sottile e rettilineo; il margine posteriore è libero e continua in direzione laterale e posteriore nella cresta zigomatico-alveolare. È anche denominato margine masseterino, in quanto dà origine al muscolo massetere. 

## Ossificazione
L'ossificazione ha luogo da un unico centro, diversamente da quanto si ritenesse un tempo, a partire dalla ottava settimana di sviluppo fetale.
Talvolta nella vita postnatale mostra una sutura orizzontale che lo divide in due porzioni distinte, di cui la superiore è più ampia.

## Ulteriori immagini

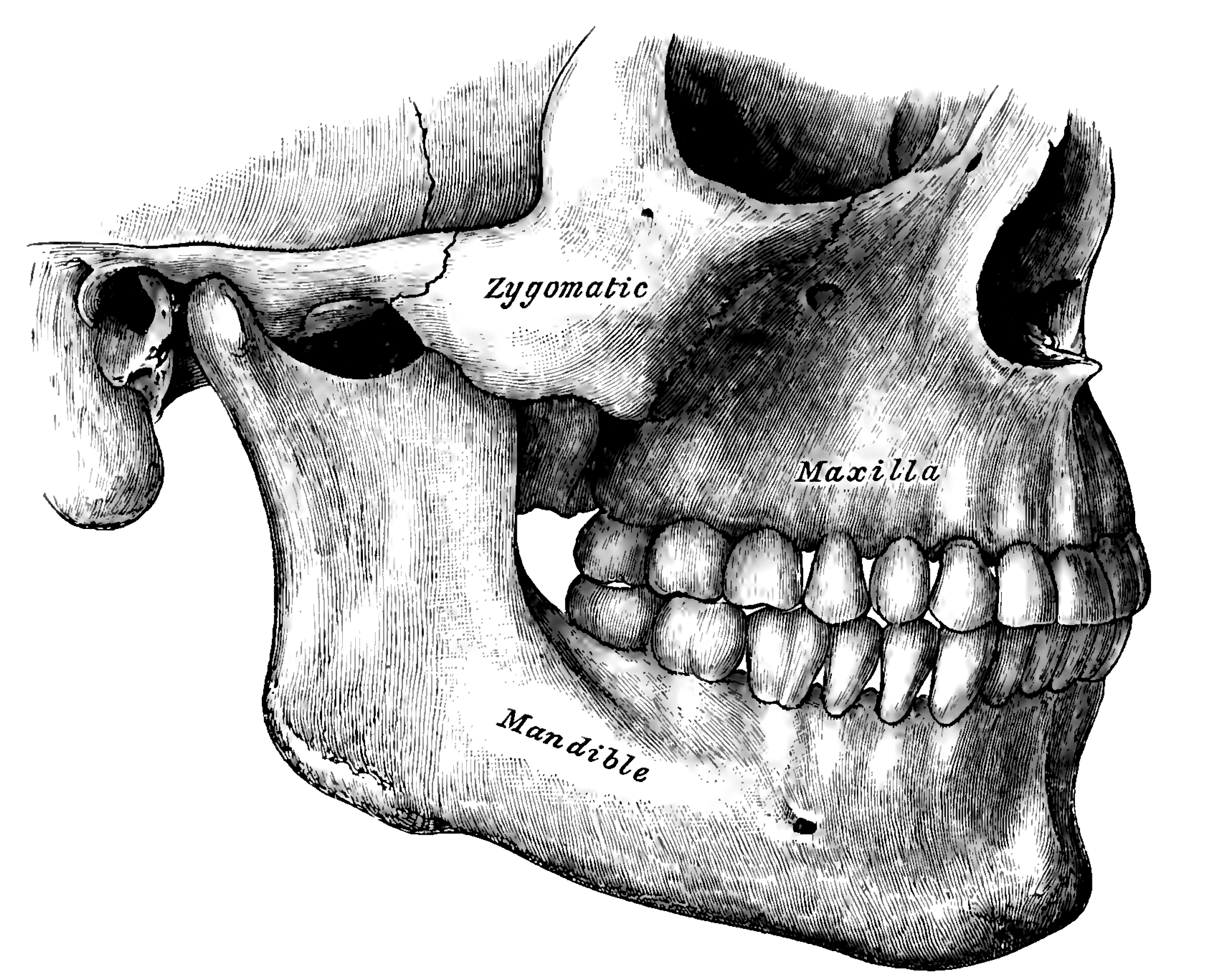
Vista laterale di denti, mandibola e mascella. L'osso zigomatico è visibile al centro.
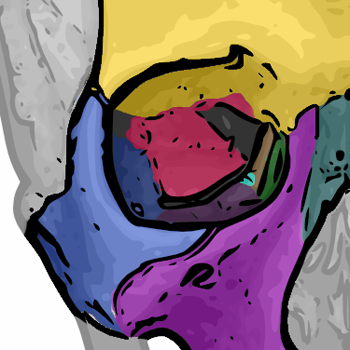
Le ossa che costituiscono la cavità orbitaria. L'osso zigomatico è rappresentato in blu.
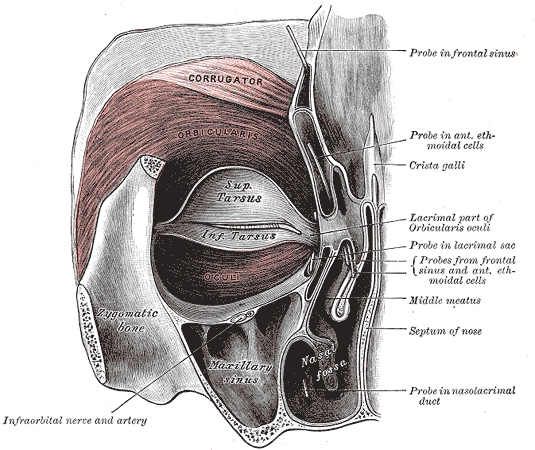
Muscolo orbicolare dell'occhio di sinistra, visto posteriormente.
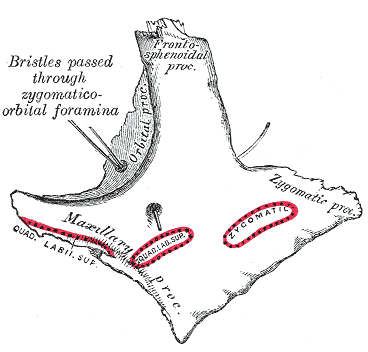
Osso zigomatico di sinistra. Superficie malare.
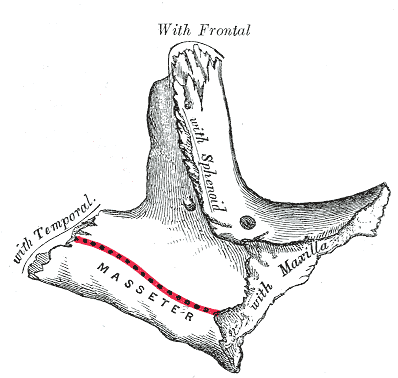
Osso zigomatico di sinistra. Superficie temporale.
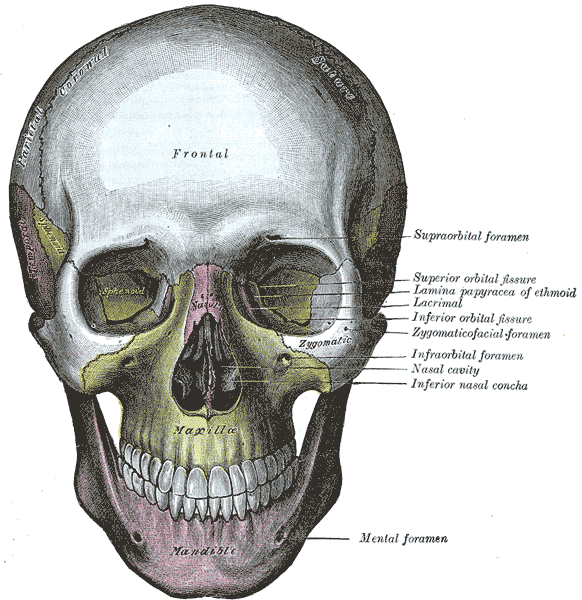
Vista frontale del cranio.
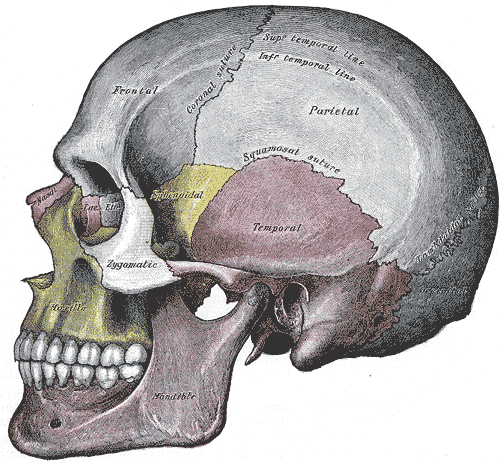
Vista laterale del cranio.
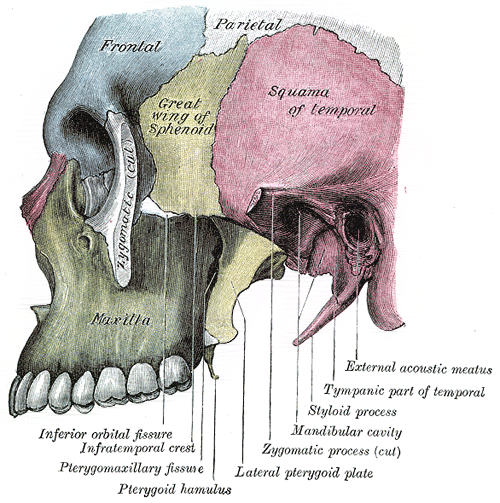
Fossa infratemporale sinistra.
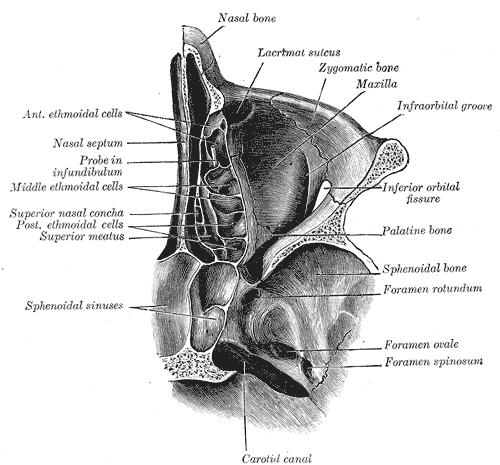
Sezione orizzontale delle cavità orbitarie e nasale.

## Negli altri animali
Nei vertebrati non mammiferi, l'osso non presenta arcata zigomatica ed è detto osso giugale. Nei celacanti e nei primi Tetrapodi l'osso è relativamente ampio, di forma piatta. Esso forma il margine inferiore dell'orbita e gran parte della faccia lateralmente. Negli Attinopterigi è ridotto o assente, e l'intera regione della guancia è normalmente poco pronunciata. L'osso è anche assente negli anfibi tuttora viventi.
Eccezion fatta per le tartarughe, l'osso giugale nei rettili forma una barra relativamente sottile che separa l'orbita dalla finestra temporale inferiore, di cui può anche formare il confine inferiore. L'osso è similmente ridotto negli uccelli.
Nei mammiferi assume spesso la forma che si osserva anche negli umani, con la barra tra l'orbita e la finestra completamente scomparsa ed il suo confine inferiore come unico residuo, a costituire l'arcata zigomatica.